# لیزا بوندر
 لیزا بوندر (انگلیسی: Lisa Bonder؛ زادهٔ ۱۶ اکتبر ۱۹۶۵) یک تنیس‌باز اهل ایالات متحده آمریکا است.